# Iglesia y monasterio de Santo Domingo
La Iglesia y Monasterio de Santo Domingo (en noruego: St. Dominikus kirke og kloster) es una iglesia y monasterio de la orden de los dominicos en Oslo, situado en Neuberggaten 15 en Majorstuen y pertenece a la parroquia de San Olav en el país europeo de Noruega.
El Monasterio dominico en Oslo se restableció después de la Reforma en 1921 , y desarrollo la primera granja donde la actual iglesia fue construida. Hoy en día el complejo incluye otros edificios que fueron construidos en los años 1960 y 1970 en ladrillo, de modo que ahora constituye un monasterio más holístico.
La iglesia fue diseñada por Harald Sund y fue inaugurada el 2 de octubre de 1927. La iglesia fue parcialmente financiada por Sigrid Undset. La entrada principal pasa a través del frente del oeste de la iglesia.